# Baños de Rioja
Baños de Rioja település Spanyolországban, La Rioja autonóm közösségben. Baños de Rioja Bañares, Castañares de Rioja, Ochánduri, Tirgo és Villalobar de Rioja községekkel határos. Lakosainak száma 83 fő (2024).

## Népesség
A település népessége az elmúlt években az alábbi módon változott:
| Lakosok száma | 104  | 94   | 97   | 93   | 96   | 100  | 91   | 91   | 82   | 83   |
|               | 2001 | 2004 | 2007 | 2009 | 2012 | 2014 | 2017 | 2019 | 2022 | 2024 |